# Passa

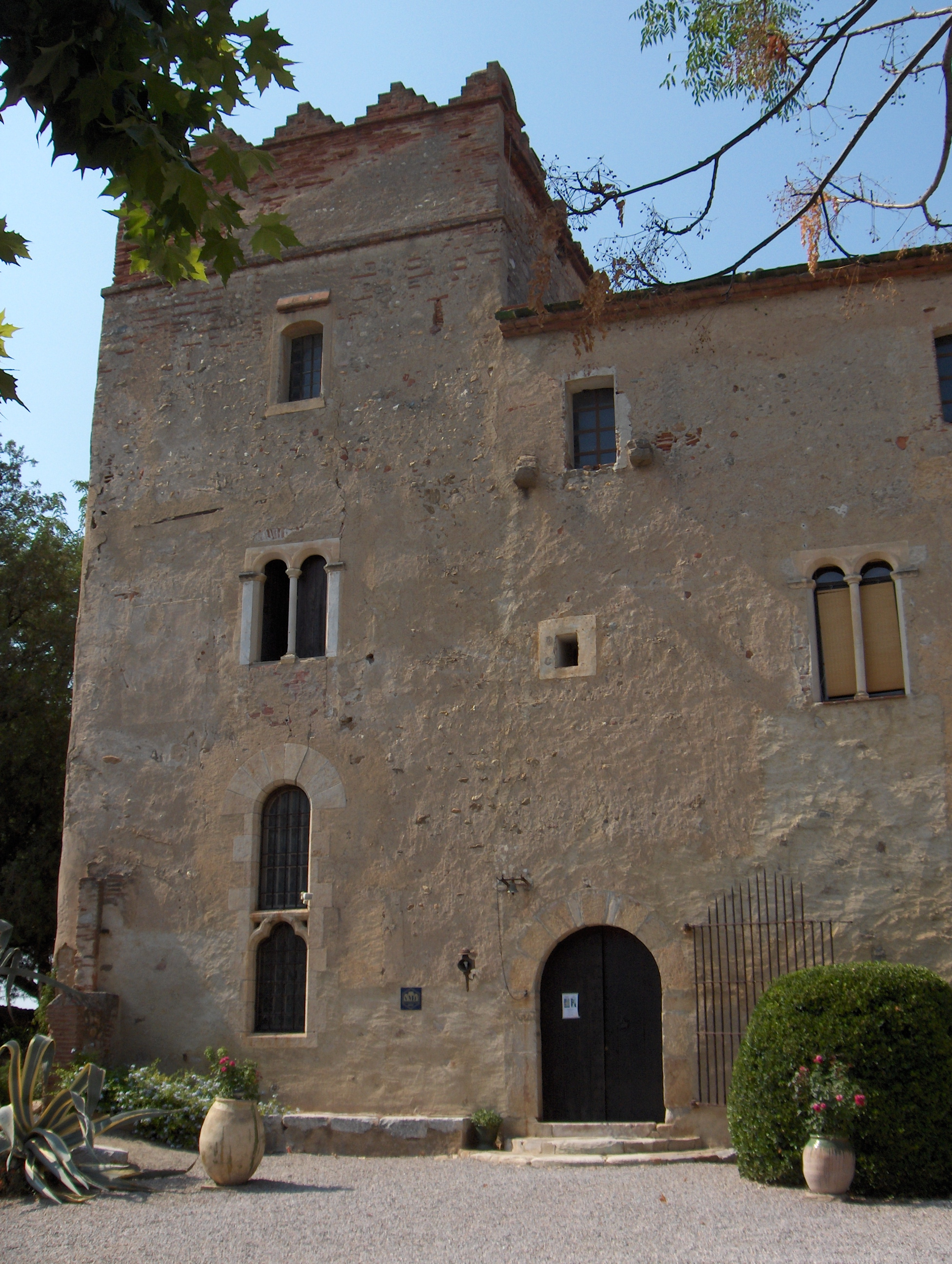
Klooster

Passa is een gemeente in het Franse departement Pyrénées-Orientales (regio Occitanie) en telt 569 inwoners (1999). De plaats maakt deel uit van het arrondissement Perpignan.

## Geografie
De oppervlakte van Passa bedraagt 13,5 km², de bevolkingsdichtheid is 42,1 inwoners per km².
De onderstaande kaart toont de ligging van Passa met de belangrijkste infrastructuur en aangrenzende gemeenten.

## Demografie
Onderstaande figuur toont het verloop van het inwonertal (bron: INSEE-tellingen).